# Кулчалар
Кулчалар (на гръцки: Λυκιά, Ликия, до 1928 година Κουλτσαλάρ, Кулцалар) е бивше село в Гърция, разположено на територията на дем Места (Нестос), административна област Източна Македония и Тракия.

## География
Кулчалар е било разположено на 660 m надморска височина в Урвил североизточно от Кавала.

## История

### В Османската империя
В XIX век Кулчалар е турско село в Саръшабанската каза на Османската империя. На австро-унгарската военна карта е отбелязано като Кулчалар (Kulčalar).  Съгласно статистиката на Васил Кънчов („Македония. Етнография и статистика“) към 1900 година Коджаларъ е турско селище и в него живеят 125 турци.

### В Гърция
В 1913 година селото попада в Гърция след Междусъюзническата война. През 20-те години турското му население се изселва по споразумението за обмен на население между Гърция и Турция след Лозанския мир и на негово място в селото (Κιουλτζιλέρ) са заселени 5 семейства гърци бежанци, или 21 души. В 1928 година името му е преведено на Ликия.
Българска статистика от 1941 година показва 57 жители.
Селото се разпада по време на Гражданската война (1946 – 1949) и жителите му се изселват в разположеното на север Платамонас (Оладжик).
| Година    | 1913 | 1920 | 1928 | 1940 | 1951 | 1961 | 1971 | 1981 | 1991 | 2001 | 2011 | 2021 |
| --------- | ---- | ---- | ---- | ---- | ---- | ---- | ---- | ---- | ---- | ---- | ---- | ---- |
| Население | 133  | 108  | 14   | 37   |      |      |      |      |      |      |      |      |